# Bela Vista de Minas
Pour les articles homonymes, voir Bela Vista (homonymie).
Bela Vista de Minas est une municipalité brésilienne de l'État du Minas Gerais et la Microrégion d'Ipatinga.